# Smalls Live

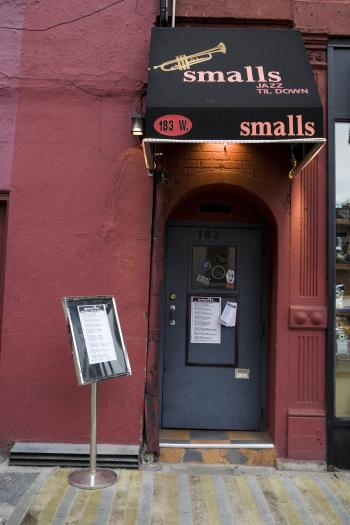
Smalls Jazz Club in Greenwich Village, New York

Smalls Live is een Amerikaans platenlabel waarop jazz-platen verschijnen. Het label werd opgericht door eigenaar Spike Wilner van de New Yorkse 'Smalls Jazz Club' om concerten die aldaar gegeven zijn op plaat uit te brengen. De opnames verschijnen onder de titel 'Live at Smalls'. Eind 2012 waren er 28 platen uitgekomen. Het label wordt gedistribueerd door Harmonia Mundi.
Artiesten die op het label uitkwamen zijn onder meer Spike Wilner, Seamus Blake, Peter Bernstein, Steve Davies, Jim Rotondi, Kevin Hays, Ethan Iverson, Ryan Kisor en Neal Smith.